# Robbins Island (Tasmanien)
Robbins Island ist eine flache Insel im südwestlichen Teil der Bass-Straße zwischen dem Festland von Australien und der Insel Tasmanien. Sie gehört zur Fleurieu-Inselgruppe und liegt 12 km südwestlich von Hunter Island, direkt vor der Nordwestküste von Tasmanien.

## Geographie
Die etwa 99 km² große Insel wird durch die Robbins Passage vom tasmanischen Festland getrennt. Weniger als 50 m vor der Nordspitze liegt das kleine Walker Island.